# Butler Ridge Park
Butler Ridge Park är en park i Kanada.   Den ligger i provinsen British Columbia, i den centrala delen av landet, 3 400 km väster om huvudstaden Ottawa. Butler Ridge Park ligger 1 207 meter över havet.
Terrängen runt Butler Ridge Park är kuperad. Trakten runt Butler Ridge Park är nära nog obefolkad, med mindre än två invånare per kvadratkilometer.. Det finns inga samhällen i närheten.
I omgivningarna runt Butler Ridge Park växer i huvudsak barrskog.